# Dascia sagittifera
Dascia sagittifera är en fjärilsart som beskrevs av Edward Meyrick 1893. Dascia sagittifera ingår i släktet Dascia och familjen spinnmalar. Inga underarter finns listade i Catalogue of Life.